# OK!
OK! je hrvatski tinejdžerski mjesečnik; od prvog broja je "total teen magazin" - pokrivaju sva područja interesa tinejdžera: od ljubavnih problema, spolnosti, odnosa s roditeljima, školskih problema, problema odrastanja i uklapanja u svijet odraslih, problema sa samim sobom pa do mode, ljepote, glazbe, filma i sporta.

Utemeljitelj i glavni urednik magazina je Neven Kepeski. Prvi broj izašao je 19. ožujka 1995. i prodao se u 60 tisuća primjeraka. 2015. godine izlazio je u 6 država i imao dvije franžize: HEJ u Srbiji i COOL u Sloveniji. Magazin, odnosno glavni urednik vodi politiku niske remitende. U Hrvatskoj OK! ima razne print ekstenzije od kojih su najvažnije Posterbook i OK! Stvarni život.
OK! je najtiražniji mjesečnik u Hrvatskoj i regiji. Hrvatska je jedina zemlja u Europi u kojoj je vodeći mjesečnik na tržištu, mjesečnik za mlade čitatelje i čitateljice.
Uredništvo OK!-a je 2011. preuzelo magazin teen, po snazi drugi medijski teen proizvod u Hrvatskoj. 2013. godine je na tržište plasiran sladoled OK! Stars u suradnji s Ledom i Universal Musicom.
Imali su postulat "print, but no web" (imali su Facebook stranicu i zajednicu, ali svoj sadržaj nisu distribuirali preko weba; unatoč postulatu, nisu odbacivali web izdanje u budućnosti), ali ipak je 2015. pokrenuta web inačica časopisa na domeni okjeok.hr.
Za Jutarnji list 2010. povodom 15. rođendana magazina, Davor Butković je napisao: "OK! je izvanredno upoznao svoju publiku, prati njene navike, poštuje njene želje i pokušava, istodobno, neizravno edukativno djelovati na svoje čitateljice i čitatelje. Druga glavna OK-eva značajka jest bezuvjetni, tvrdi profesionalizam. OK! se uređuje toliko ambiciozno, pažljivo i s nemilosrdnim osjećajem za svaki detalj koji izlazi na stranici da svaki ozbiljni profesionalni novinski urednik mora ostati impresioniran kada lista taj mjesečnik, neovisno o tome zanima li ga sadržaj. ... naslova, potpisa pod sliku, podnaslova i raznih drugih detalja, koji svi podjednako odražavaju jasnu ideologiju lista, ali imaju i neposrednu, zabavno-komunikativnu funkciju: niti jedan od tih sadržajno-vizualnih elemenata ne služi samo popunjavanju prostora." Osnivač Neven Kepeski je za Jutarnji list 2010. rekao: " OK! izbjegava biti edukativan ‘na prvu loptu’, nije mu namjera zamijeniti školu. OK! je informativan, zabavan i prijateljski naklonjen čitateljima. Naizgled možda nema angažman, ali je dosta pouzdan saveznik tinejdžerima, osobito tinejdžericama jer nas prije ostalih čitaju cure, i to zbog rješavanja i svladavanja svih problema odrastanja. Izbjegavamo modele dociranja i pokušavamo prisnim jezikom tinejdžera razgovarati o njihovim problemima, obrađivati ih na način koji je njima najprihvatljiviji." Jutarnji list je 2015., u godini 20. rođendana časopisa, napisao: "Zahvaljujući autentičnom konceptu „total teen magazina“ koji pokriva sva područja adolescentskih interesa ... te izrazito jakom inzistiranju na svim modelima interakcije s čitateljima, ali i autentičnom poslovnom modelu, OK! je uspješno privukao mlade kioscima, a sebe formatirao kao ultimativni medijski teen brand bez kojeg je odrastanje u Hrvatskoj faktički – nezamislivo."

## Ostalo
- Nema veze s istoimenim britanskim časopisem OK! Magazin.
- Neven Kepeski magazin opisuje, uspoređujući ga sa svjetskom scenom, kao kombinaciju magazina Bravo i Bravo girl.[1]

## Vanjske poveznice
- OKjeOK